# Áts Gyula
Áts Gyula (Csíkszereda, 1939. március 20. – 2018. március 15. (k. n.)) Jászai Mari-díjas magyar színész.

## Élete
A Színház- és Filmművészeti Főiskolán egy évet végzett el. 1960 és 1968 között az Állami Déryné Színháznál játszott, ezután egy-egy évadot töltött el a győri Kisfaludy Színháznál és a szolnoki Szigligeti Színháznál. 1970 és 1973 között a kecskeméti Katona József Színháznál működött. 1973-78-ban a Békés Megyei Jókai Színház tagja volt. 1978-tól a győri Kisfaludy Színház, 1992-től az egri Gárdonyi Géza Színház tagja volt.
Robusztus alkatú, temperamentumos színészegyéniség volt.

## Főbb szerepei
- Bánk bán (Katona József: Bánk bán)
- Petruchio (William Shakespeare: A makrancos Kata)
- Tartuffe (Molière: Tartuffe)
- Tyihon (Osztrovszkij: Vihar)
- Oszkár (Ödön von Horváth: Mesél a bécsi erdő)

## Filmes és televíziós szerepei
- Fényes szelek (1969)
- Mikrobi I. (1973) – Fordítógép [hang]
- A feladat (1976) – Gron
- A járvány (1976) – Sulyovszky
- Lincoln Ábrahám álmai (1976)
- Ki beszél itt szerelemről?! (1980)
- Hamlet (1982)
- Özvegy és leánya (1983) – Mikes Zsigmond
- Világítóhajó (1985) [hang]
- Farkascsapda (1986)
- Nyolc évszak (1987)
- Az angol királynő (1988) – Alezredes
- Margarétás dal (1989)
- Béketárgyalás, avagy az évszázad csütörtökig tart (1989)
- Erdély aranykora (1989) – Balassa Imre
- Sztálin menyasszonya (1991)
- A három testőr Afrikában (1996) – Parancsnok
- Mohács (1996) – Bornemissza
- Hello Doki (1996)
- A Szórád-ház (1997) – Polgármester (2. rész)
- Komédiások (2000) – Janikám
- Zsaruvér és Csigavér II.: Több tonna kámfor (2002) – Szabó Ferenc

## Szinkronszerepei

### Filmek
| Év   | Cím                                         | Szereplő               | Színész             | Magyar változat (szinkron) |
| ---- | ------------------------------------------- | ---------------------- | ------------------- | -------------------------- |
| ?    | Egy bizonyos Dulcinea                       | Juan                   | Jose Maria Rodero   | 1974                       |
| ?    | Verkli                                      | N/A                    | N/A                 | ?                          |
| 1939 | A kormány tagja (2. szinkron)               | Nyikita Szokolov       | Nikolay Kryuchkov   | 1974                       |
| 1939 | Emberek között (2. szinkron)                | Szergejev              | Ivan Kudryavtsev    | 1974                       |
| 1939 | Észak törvénye                              | Louis Dumontier        | Jacques Terrane     | 1973                       |
| 1942 | Egy frakk története                         | Luke                   | Paul Robeson        | 1973                       |
| 1943 | Szivárvány                                  | Szergej Kravcsenko     | Vladimir Chobur     | 1975                       |
| 1946 | A félkegyelmű                               | N/A                    | N/A                 | 1974                       |
| 1946 | Szürke fény                                 | Lars Peter Hansen      | Edvin Tiemroth      | 1973                       |
| 1954 | Désirée                                     | Napóleon               | Marlon Brando       | 1973                       |
| 1956 | Trapéz                                      | Mike Ribble            | Burt Lancaster      | 1976                       |
| 1958 | Hamu és gyémánt                             | Andrzej                | Adam Pawlikowski    | 1970                       |
| 1961 | A fekete ló                                 | N/A                    | N/A                 | 1973                       |
| 1963 | Kleopátra (1. szinkron)                     | ?                      | ?                   | 1977                       |
| 1966 | Egy ember az örökkévalóságnak (1. szinkron) | VIII. Henrik király    | Robert Shaw         | 1977                       |
| 1966 | Senki sem akart meghalni                    | Bronyusz               | Bruno O’Ya Bruno    | 1976                       |
| 1966 | Surcouf – A hét tenger ördöge               | Kernan                 | Gérard Tichy        | 1975                       |
| 1966 | Surcouf – Mennydörgés az Indiai-óceánon     | Kernan                 | Gérard Tichy        | 1975                       |
| 1967 | Folytassa, doktor! (1. szinkron)            | Dr. Jim Kilmore        | Jim Dale            | 1970                       |
| 1967 | Könyörgés                                   | Hvisztija, a költő     | Spartak Bagashvili  | 1987                       |
| 1967 | Támadás a központi vonat ellen              | Carlos                 | Felipe Santos       | 1977                       |
| 1967 | Válás amerikai módra                        | N/A                    | N/A                 | 1973                       |
| 1968 | A bostoni fojtogató                         | TV hírriporter         | Jack Hynes          | 1970                       |
| 1969 | A nagy láng                                 | Danny Fowler           | Norman Rossington   | 1972                       |
| 1969 | Briliáns kéz                                | Vologya hadnagy        | Vladimir Gulyaev    | 1973                       |
| 1969 | Szökevény a Borostyán-táborból              | N/A                    | N/A                 | 1971                       |
| 1970 | A medve és a baba                           | Ivan                   | Daniel Ceccaldi     | 1971                       |
| 1970 | Fehérmellényes urak                         | Bruno (Dandy) Stiegler | Mario Adorf         | 1977                       |
| 1970 | Férfi nyár                                  | N/A                    | N/A                 | 1992                       |
| 1970 | WUSA (1. szinkron)                          | Rheinhardt             | Paul Newman         | 1972                       |
| 1971 | Az Androméda-törzs (1. szinkron)            | Dr. Mark Hall          | James Olson         | 1973                       |
| 1971 | Hegedűs a háztetőn (1. szinkron)            | Lazar Wolf             | Paul Mann           | 1990                       |
| 1971 | Látszólag ok nélkül                         | Alprefektus            | André Falcon        | 1973                       |
| 1972 | Barátom Maigret                             | N/A                    | N/A                 | 1979                       |
| 1972 | Fedőneve: Jégmadár                          | Szergej Ivanovics      | Vlagyimir Szamojlov | 1973                       |
| 1972 | Ferdy és Ferdinand                          | N/A                    | N/A                 | 1974                       |
| 1972 | Hatan hetedhét országon át                  | A katona               | Jiří Menzel         | 1973                       |
| 1972 | Jegor Bulicsov és a többiek                 | Dosztyigajev           | Jefim Kopeljan      | 1974                       |
| 1972 | Szent Teréz és az ördögök                   | David hadnagy          | Peter Paulhoffer    | 1973                       |
| 1973 | Penny Gold                                  | Doctor Merrick         | George Murcell      | 1974                       |
| 1973 | Szakítás                                    | N/A                    | N/A                 | 1974                       |
| 1974 | Hat halott férfi                            | Gernicot               | Siegfried Rauch     | 1978                       |
| 1975 | Pantaleón és a hölgyvendégek                | Parancsnok             | N/A                 | 1979                       |
| 1976 | Louis Armstrong Amerikában                  | Louis Armstrong        | Ben Vereen          | 1979                       |
| 1977 | Elcsábíthatók                               | Kirsch felügyelő       | Friedo Solter       | 1979                       |
| 1978 | A kofa és a költő                           | Andrej                 | Ivan Szavkin        | 1980                       |
| 1979 | Tull                                        | Tull                   | Ulrich Thein        | 1980                       |
| 1983 | A farkassá változott Tom                    | Mikelis                | Uldisz Vazdiksz     | 1986                       |
| 1985 | Repülj a sólyommal!                         | Luke                   | Peter Ferri         | 1991                       |
| 1986 | A Pleicher-Ring-i őrült                     | Röntgen                | Eberhard Mellies    | 1988                       |
| 1996 | Hamlet (1. szinkron)                        | N/A                    | N/A                 | 1997                       |

### Sorozatok
| Év   | Cím                           | Szereplő           | Színész         | Magyar változat (szinkron) |
| ---- | ----------------------------- | ------------------ | --------------- | -------------------------- |
| 1963 | Magilla Gorilla (1. szinkron) | N/A                | N/A             | 1971                       |
| 1971 | Az összeesküvők               | N/A                | N/A             | 1975                       |
| 1973 | A tavasz tizenhét pillanata   | Biztosítási ügynök | Viktor Scseglov | 1974                       |

## Díjai
- Jászai Mari-díj (1978)

## Érdekesség
1977-ben a csak négy napja elhunyt Siegfried Rauchot is szinkronizálta, a Hat halott férfi című filmben, Gernic szerepében,